# Kolbovce
Kolbovce (bis 1927 slowakisch Kelbovce; deutsch Kolbenhau, ungarisch Köves – bis 1907 Kolbóc) ist eine Gemeinde im Nordosten der Slowakei mit 185 Einwohnern (Stand 31. Dezember 2024), die zum Okres Stropkov, einem Kreis des Prešovský kraj gehört.

## Geographie

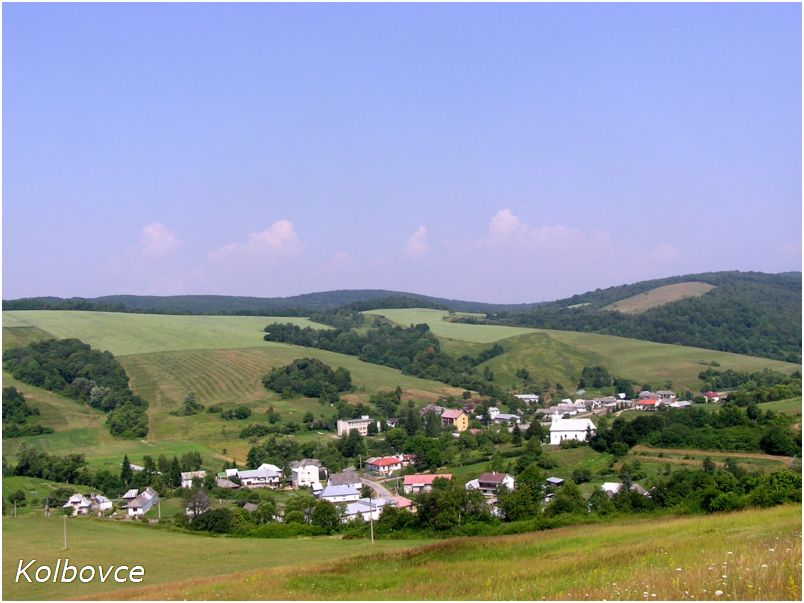
Kolbovce

Die Gemeinde befindet sich in den Niederen Beskiden im Bergland Ondavská vrchovina, im Tal des Baches Brusnička im Einzugsgebiet der Ondava. Das Ortszentrum liegt auf einer Höhe von 210 m n.m. und ist 12 Kilometer von Stropkov entfernt (Straßenentfernung).
Nachbargemeinden sind Korunková im Norden, Závada im Nordosten, Jakušovce im Osten, Brusnica im Süden, Südwesten und Westen und Stropkov im Nordwesten.

## Geschichte
Kolbovce wurde zum ersten Mal 1408 als Kolbenhaw schriftlich erwähnt, weitere historische Bezeichnungen sind unter anderen Colbo (1430), Kolawagasa (1454) und Kolbowcze (1773). Das Dorf gehörte zur Herrschaft von Stropkov, im 16. Jahrhundert ließen sich deutsche Kolonisten im Ort nieder. Im späten 18. Jahrhundert besaßen Familien wie Dessewffy, Bernáth und Révay die Ortsgüter.
1715 gab es eine Mühle und 10 Haushalte, 1787 hatte die Ortschaft 38 Häuser und 264 Einwohner, 1828 zählte man 43 Häuser und 320 Einwohner.
Bis 1918 gehörte der im Komitat Semplin liegende Ort zum Königreich Ungarn und kam danach zur Tschechoslowakei beziehungsweise heute Slowakei. In der Zeit der ersten tschechoslowakischen Republik waren die Einwohner als Landwirte und Waldarbeiter beschäftigt. 

## Bevölkerung
| Jahr                | 1994 | 2004     | 2014     | 2024    |
| ------------------- | ---- | -------- | -------- | ------- |
| Anzahl der Personen | 143  | 176      | 199      | 185     |
| Unterschied         |      | +23,07 % | +13,06 % | −7,03 % |

| Jahr                | 2023 | 2024    |
| ------------------- | ---- | ------- |
| Anzahl der Personen | 188  | 185     |
| Unterschied         |      | −1,59 % |

Nach der Volkszählung 2011 wohnten in Kolbovce 188 Einwohner, davon 98 Slowaken, 51 Roma, 33 Russinen und ein Ukrainer. Fünf Einwohner machten keine Angabe zur Ethnie. 
147 Einwohner bekannten sich zur griechisch-katholischen Kirche, 27 Einwohner zur orthodoxen Kirche, sieben Einwohner zur römisch-katholischen Kirche und ein Einwohner zur Evangelischen Kirche A. B. Zwei Einwohner waren konfessionslos und bei vier Einwohnern wurde die Konfession nicht ermittelt.

## Bauwerke und Denkmäler
- griechisch-katholische Cosmas-und-Damian-Kirche
- Militärfriedhof aus dem Ersten Weltkrieg

## Verkehr
Nach Kolbovce führt die Cesta III. triedy 3575 („Straße 3. Ordnung“) von Breznica (Anschluss an die Cesta I. triedy 15 („Straße 1. Ordnung“)) und Brusnica nach Jakušovce. Im Ort zweigt die Cesta III. triedy 3577 Richtung Korunková und Soľník ab.